# Hassan (India)
Hassan es una ciudad y sede del distrito de Hassan, perteneciente al estado de Karnataka, en la India.

## Demografía
Según el censo realizado en el año 2001, esta ciudad contaba con 117.386 habitantes (60.225 varones y 57.161 mujeres).

## Atracciones turísticas
En el distrito de Hassan se encuentran las ciudades de Belur y Halebidu, estas fueron la capital de los Hoysala, que gobernó sobre un gran reino entre los río Krishna y río Kaveri, algunos de los principales lugares de interés son el "templo Channekeshava" en Belur y el "templo Hoysaleswara" en Halebidu, además de estos, hay varios templos más pequeños.
La excursión principales en torno a Hassan es Shravanbelagola, un centro de peregrinaje de Jain famoso por la estatua de Gommateshwara. Otro lugar que vale la pena explorar es Chikmagalur, una ciudad histórica con varios monumentos importantes como el templo Kodandarama, la mezquita Jamia, y la Catedral de San José.